# Hybrid Theory
Hybrid Theory es el álbum debut de la banda estadounidense Linkin Park, publicado por la compañía discográfica Warner Bros. Records el 24 de octubre de 2000. El trabajo fue un éxito comercial: es el álbum de rock del siglo XXI con mayor cantidad de ventas y el segundo álbum debut más vendido  de la historia después de Appetite for Destruction (1987) de Guns N' Roses. Además, alcanzó el segundo puesto en la lista Billboard 200, así como otras posiciones altas en otras listas del mundo. Grabado en los NRG Recording Studios en North Hollywood (California) y producido por Don Gilmore, sus letras se relacionan con los problemas que el cantante Chester Bennington experimentó durante su adolescencia, tales como el abuso de sustancias o el maltrato. Hybrid Theory debe su título al nombre anterior del grupo y, según la crítica, hace referencia a la mezcla «híbrida» de heavy metal y rap que caracteriza a su sonido.
El 11 de marzo de 2002, un año y medio después de la publicación original, salió a la venta una edición especial de Hybrid Theory. La banda lanzó además cuatro sencillos del álbum: «One Step Closer», «Crawling», «Papercut» y «In the End». Todos ellos hicieron que Linkin Park adquiriera popularidad masiva, especialmente el último, que fue el más exitoso de los cuatro y es una de las canciones más conocidas de la banda hasta el día de hoy. Pese a que «Runaway», «Points of Authority», «A Place For My Head», «With You» y «My December», este último presente en la edición especial, no se publicaron como sencillos, fueron éxitos menores en las emisoras de rock alternativo debido a las ventas del álbum y de los otros sencillos. En la 44.º edición de los premios Grammy, Hybrid Theory recibió una nominación en la categoría de mejor álbum de rock. Además, figura en el libro 1001 discos que hay que escuchar antes de morir y está en el undécimo puesto de la lista de Billboard de los 200 álbumes de la década.
En agosto de 2020, se anunció la publicación de una reedición de Hybrid Theory con motivo de la celebración de su vigésimo aniversario. Al mismo tiempo, la banda publicó una canción inédita, «She Couldn't», como sencillo. La reedición se lanzó el 9 de octubre y consiste en una recopilación que incluye el álbum original, el álbum de remezclas Reanimation, el EP Hybrid Theory y otros temas en vivo, maquetas y remezclas de los comienzos del grupo.

## Contexto
Linkin Park se fundó en 1996 y originalmente fue una banda de rap rock llamada Xero, conformada por Brad Delson (guitarra líder), Mike Shinoda (voz y guitarra rítmica), Rob Bourdon (batería), Joe Hahn (turntablism), Mark Wakefield (cantante principal) y Dave Farrell (bajo). En 1998, después de que Wakefield dejara la banda, el vocalista Chester Bennington se sumó al grupo. El grupo anterior de Bennington, Grey Daze, se había disuelto poco tiempo antes y debido a ello, su abogado lo recomendó a Jeff Blue, el vicepresidente del departamento de A&R de Zomba, que en aquel momento estaba buscando un vocalista para Xero. Blue le envió a Bennington dos grabaciones desconocidas de la agrupación, una con la voz de Wakefield y otra instrumental y le pidió su «interpretación de las canciones». Bennington compuso y grabó su letra en la versión instrumental y le envió el trabajo a Blue. Delson comentó al respecto: «[Bennington] era realmente como la pieza final del rompecabezas. [...] No encontramos nada cercano a su talento en nadie más». Después de que Bennington se uniera, el grupo pasó a llamarse Hybrid Theory y lanzaron un EP homónimo. Debido a complicaciones legales con la banda galesa de música electrónica Hybrid, se vieron obligados a cambiar su nombre nuevamente y eligieron el de Linkin Park, en referencia al Lincoln Park de Santa Mónica. En 1999, Linkin Park comenzó a dar conciertos con frecuencia en una discoteca de Los Ángeles llamada Whisky a Go Go.

## Composición y grabación

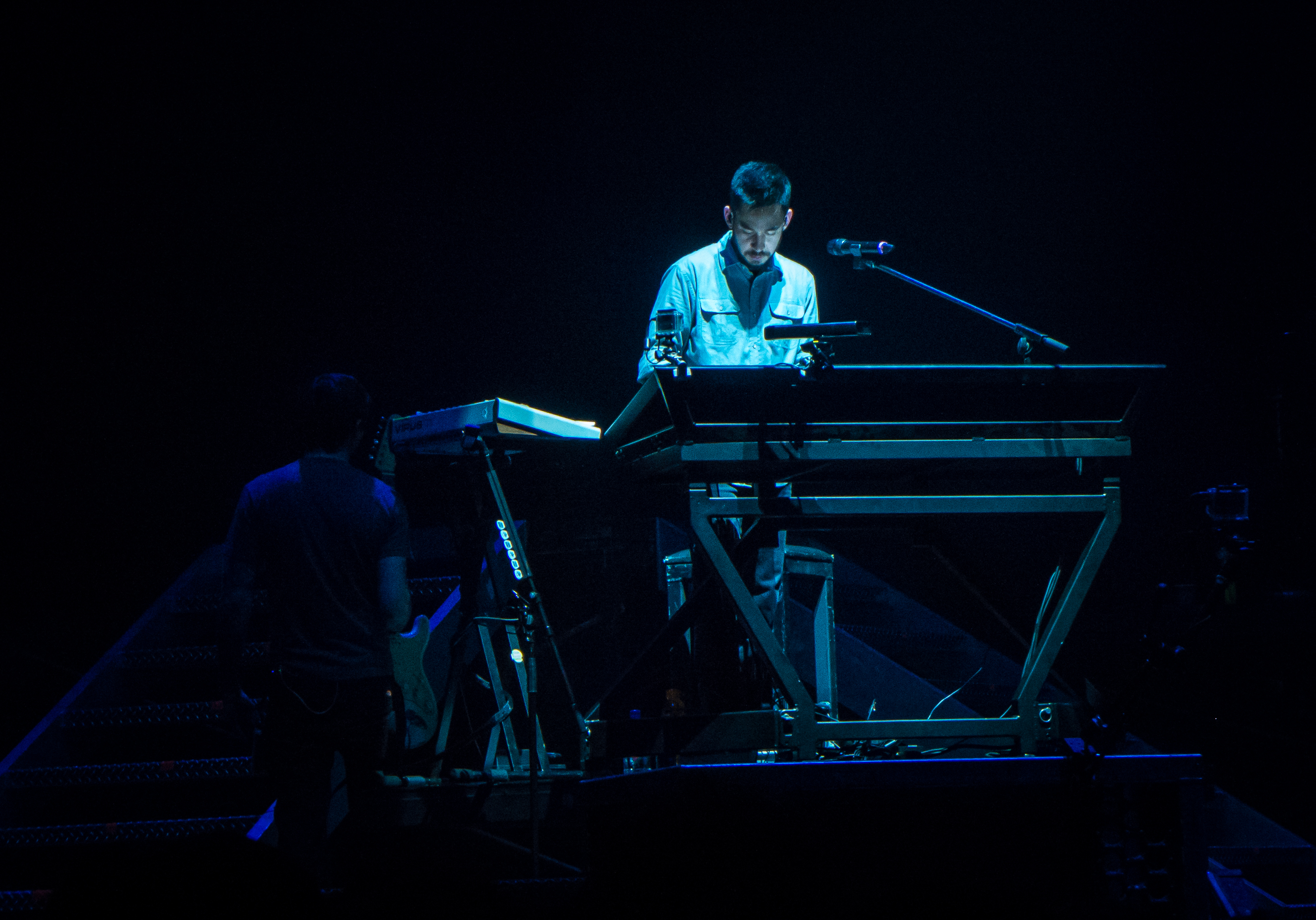
Mike Shinoda, segundo cantante y tecladista de Linkin Park, fue uno de los principales escritores de las letras del disco.

El trabajo que terminaría siendo Hybrid Theory fue originalmente una maqueta de nueve pistas, producida por Linkin Park en 1999. Muchos grandes sellos, así como compañías independientes, lo rechazaron al principio. Sin embargo, la banda acabó firmando un contrato discográfico con Warner Bros. Records el mismo año que, en gran parte, se debió a la recomendación constante de Jeff Blue, quien en ese momento era el vicepresidente de la compañía.
A pesar de las dificultades iniciales en encontrar un productor para el primer disco de una nueva banda, Don Gilmore accedió a encabezar el proyecto, con Andy Wallace encargándose de la mezcla. Durante una entrevista, este último comentó que si bien le gustaba el álbum y consideraba que era «particularmente fuerte», no esperaba que tuviera tanto éxito comercial debido a que «no había música de ese tipo en las grandes discográficas». Las sesiones de grabación tuvieron lugar en NRG Recordings, en North Hollywood, y duraron cuatro semanas. Debido a la ausencia temporal de Dave Farrell del grupo, Scott Koziol e Ian Hornbeck hicieron de bajistas suplentes; el primero tocó dicho instrumento en «One Step Closer» y el segundo, en «Papercut», «A Place For My Head» y «Forgotten». Por otra parte, Dust Brothers colaboraron en «With You» con pulsos adicionales.
Bennington y Shinoda escribieron las letras de Hybrid Theory basándose en maquetas anteriores realizadas con Mark Wakefield, aunque los otros miembros también participaron y aportaron sus ideas. Shinoda mencionó que las letras eran expresiones de sentimientos, emociones y experiencias universales; es decir, «emociones cotidianas sobre las que piensas y hablas». Bennington mencionó sobre el proceso de composición: «Cuando Mike [Shinoda] y yo nos sentamos a escribir las letras, [...] queríamos ser tan abiertos y honestos como pudiéramos. Queríamos algo con lo que la gente pudiese conectarse, no sólo vulgaridad y violencia. No pretendimos que el hecho de no [insultar] nos sirviera de publicidad; nosotros no tenemos que justificarnos para mostrar lo duros que podemos ser». Shinoda comentó a su vez: «Pero una vez que nos dimos cuenta de que no éramos los únicos que nos sentíamos así, y una vez que vimos que el público lo compartía con nosotros, nos liberamos. Queríamos ser un poco más descriptivos, en lugar de estar todo el tiempo diciendo fuck». El rapero comentó sobre la creación del álbum que «fue duro hacerlo, porque parecía que todos nos decían que cambiáramos. Querían que fuéramos más como esta banda o esa otra y peleamos a capa y espada todo el camino. [...] Hicimos el álbum que quisimos hacer».

## Contenido

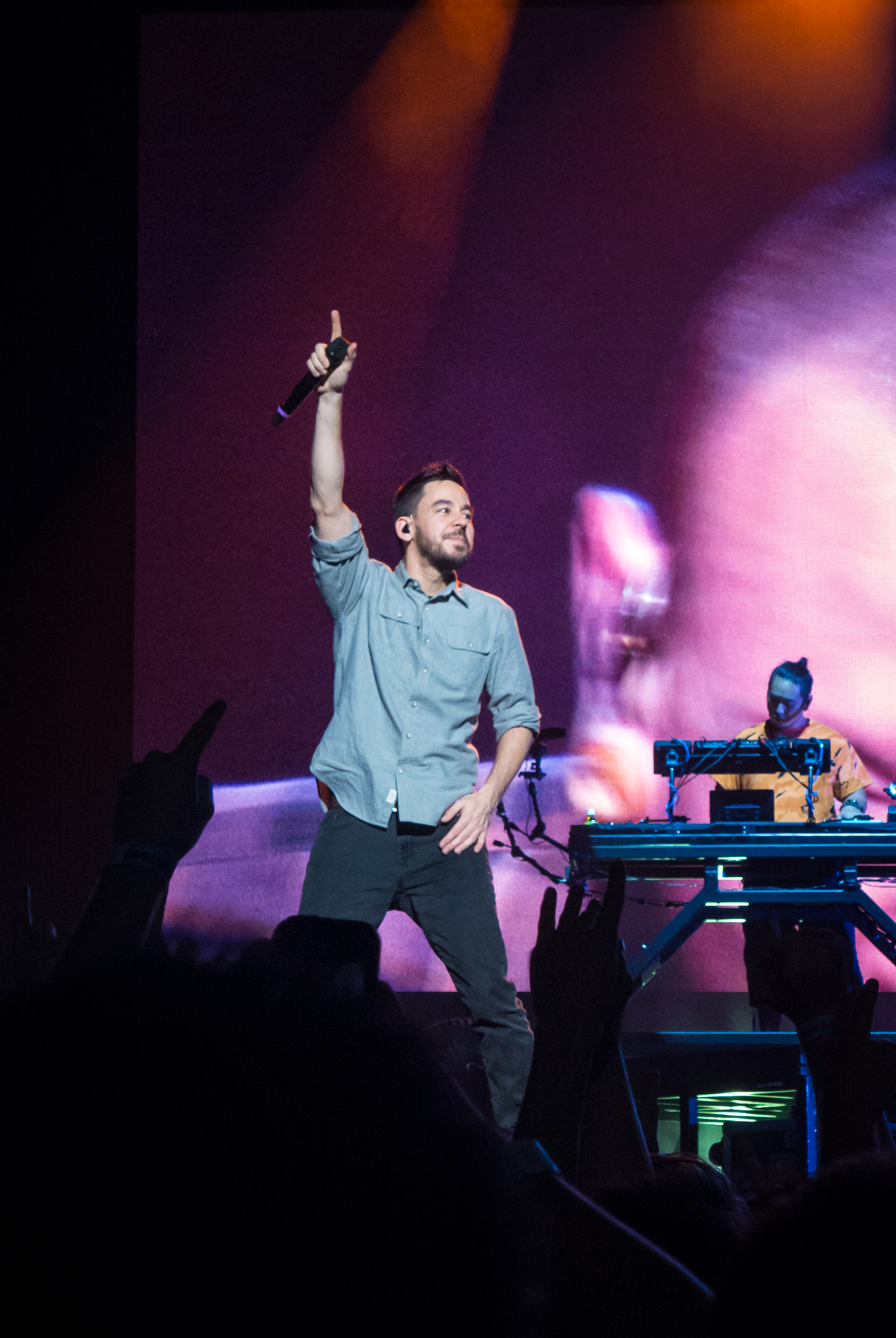
El rap de Mike Shinoda está presente en la mayoría de las canciones del álbum.

La música de Hybrid Theory tuvo diversas inspiraciones. El estilo de Bennington se vio influenciado por grupos como Depeche Mode y Stone Temple Pilots, a la vez que los riffs y las técnicas del guitarrista Brad Delson se basaron en grupos como Deftones, Guns N' Roses, U2 y The Smiths. Por otro lado, MTV afirmó que el grupo también tenía influencias de The Roots. El álbum presenta una combinación de heavy metal y rap, aunque también posee elementos de thrash metal; es debido a esto que Allmusic interpretó en ese sentido la palabra hybrid («híbrido») en el título. A su vez, el sitio web Sharpened afirmó en su reseña que «la música de Linkin Park se puede definir como una mezcla melódica de hard rock y hip hop». Por otra parte, en el álbum se combinan los gritos ocasionales de Bennington con su voz melódica y el rap de Shinoda. El sitio web Sputnik Music definió la instrumentación como «simple pero efectiva». Sobre este aspecto, Shinoda afirmó: «Nos gustan tantos estilos de música que es difícil diferenciar de dónde sacamos nuestras ideas. Cuando componemos algo, no necesariamente viene de un género. A veces sí y otras veces viene de un montón de cosas distintas, siempre quisimos hacer eso en nuestra banda».
Las letras tratan mayoritariamente sobre problemas que Bennington vivió en su juventud, tales como el maltrato, el abuso sexual, el mal uso constante y excesivo de sustancias y de alcohol, así como «frustraciones, desilusiones y sentimientos de relaciones fallidas». Sobre esto, mencionó: «Creo que de ahí salen las letras llenas de ira [...]. Nunca compuse una canción acerca de eso, porque no considero que le importe a la gente. Pero no lo escondo, porque no creo que uno deba estar avergonzado o atemorizado por cómo es, o por cualquier cosa que haya pasado». Asimismo, no utilizan lenguaje soez ni incitan a la violencia o el odio. De acuerdo a Sputnik Music, las letras «tienen un encanto universal» y tratan sobre «lo que todos los adolescentes tienen en su cabeza». PopMatters definió los mensajes del álbum como «sentimientos de poder, abandono y autoestima» y afirmó que las notas más agudas transmiten los sentimientos de «angustia, frustración e impotencia». Ryan Vance definió los sentimientos del álbum como «enojo, tristeza y rebeldía».
Warner Bros. Records extrajo cuatro sencillos de Hybrid Theory. El primero, «One Step Closer», se publicó el 15 de enero de 2001. Es la segunda pista del álbum y posee un riff de guitarra y percusión electrónica en la introducción, a la que sigue un puente con guitarras muy distorsionadas y un acompañamiento de batería. Según la revista Rolling Stone, originalmente se titulaba «Plaster» y es interpretada con frecuencia en los conciertos del grupo. Al respecto, Bennington comentó: «No importa cuántas veces tocamos esta canción o lo vieja que es, hay algo que sucede cuando empezamos a tocarla» y dijo que con «In the End» ocurría lo mismo. La canción incluye la frase más fuerte del álbum, Shut up when I'm talkin' to you! («Cállate cuando te hablo»), que Bennington grita; el sitio PopMatters la definió como «enojada» y la revista estadounidense mencionó «la oscuridad» que presenta la voz del cantante en los versos del estribillo. La reseña de Sharpened sostuvo que «es acerca de enfrentar lo máximo de las frustraciones de la vida». En la reseña de Allmusic sobre la canción, el crítico Christian Genzel mencionó que existen elementos de «pop masivo» en el tema, combinados con otros más típicos del nu metal. Gregory Dark dirigió un video musical para la canción en el que se muestra a la banda tocando en un ambiente oscuro y rodeada de personas que practican artes marciales. Genzel apuntó que «[su] calidad podría haber sido mejor».
El segundo sencillo fue «Crawling» y salió a la venta el 1 de mayo del mismo año. La canción, «más tranquila que la mayor parte del álbum» según una reseña de Sputnik Music, trata sobre «superar la inseguridad generada por hechos del pasado» y compara los traumas emocionales con «heridas que no sanarán»; en palabras de Bennington: «Es fácil caer en eso, "pobre, pobre de mí"; de allí proceden canciones como "Crawling": no me soporto. Pero esa canción es acerca de las responsabilidades por nuestras acciones; no digo "tú" en ningún momento. Es sobre de qué forma yo soy la causa de que me sienta de este modo, hay algo en mí que me pone triste». En una entrevista de 2009, el cantante mencionó además que «es acerca de sentir que no tenía control sobre mí mismo con respecto al alcohol y las drogas». Aunque en el tema no está presente el rap de Shinoda, Rolling Stone consideró que, gracias a él, Linkin Park se hizo masivamente popular. Greg y Colin Strause dirigieron un video para el tema, que muestra a la banda interpretando la canción junto con planos de una mujer maltratada.

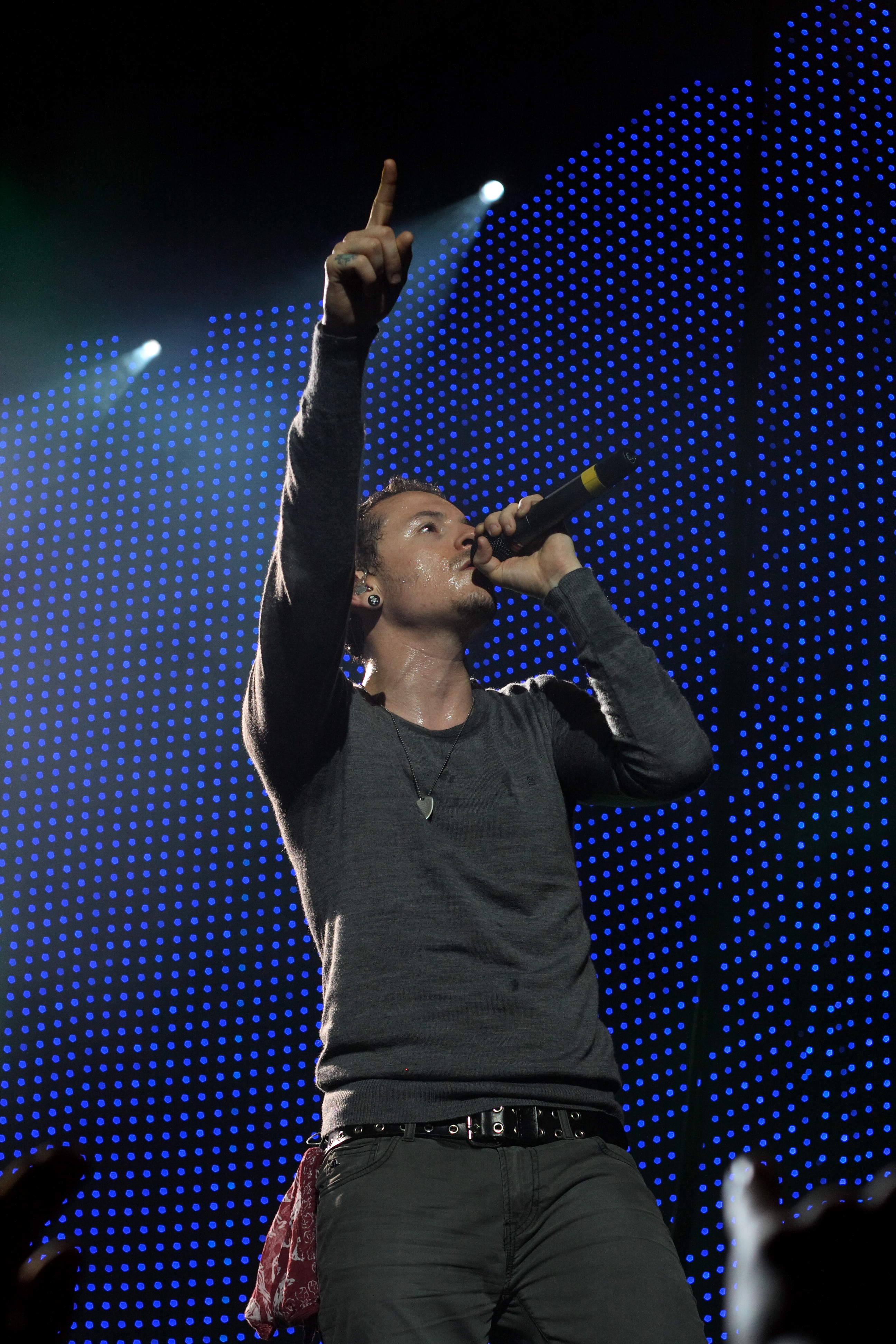
Las letras del álbum se basan en los problemas que el cantante Chester Bennington vivió durante su adolescencia, como el abuso de sustancias o el maltrato.

El tercer sencillo, «Papercut», se publicó el 18 de junio de 2001. Definida por Sputnik Music como «una apertura potente», de acuerdo a Sharpened, «dirige la frustración hacia la persona que hizo el daño». La canción, una de las favoritas de Bennington, posee una introducción que recuerda al hip hop, aunque luego su estilo se vuelve rock alternativo. Allmusic consideró que el tema era, al igual que «Points of Authority», un «himno salvaje y profundo a la autocompasión». La letra hace referencia a a whirlwind («un torbellino») y a a face beneath your skin («un rostro debajo de tu piel»). PopMatters comparó el tema con «Smells Like Teen Spirit» de Nirvana. Nathan «Karma» Cox y Mr. Hahn dirigieron un video para la canción, donde se ve a la banda tocando al lado de una habitación donde suceden fenómenos paranormales.
El último sencillo del álbum, «In the End», se publicó el 20 de noviembre de 2001. Originalmente, Bennington no quería lanzarlo y explicó: «Nunca fui muy fan de "In the End" y ni siquiera quería que estuviera en el disco, honestamente. ¿Qué tan equivocado pude haber estado? [...] Ahora adoro [el tema] y creo que es una canción genial. En realidad veo qué tan buena es una canción, solo que me cuesta en el momento». Según Rolling Stone, se trata de una de las canciones más conocidas y exitosas del grupo hasta la fecha, mientras que PopMatters comentó que la voz de Bennington es «fuerte» durante los versos del estribillo. Esta canción presenta una parte de rap, así como «Points of Authority» y es una de las más lentas del grupo. Una reseña de NME la definió como «una canción acerca de nada» en base al verso In the end, it doesn't even matter («Al final, ni siquiera importa»). El sencillo fue acompañado de un video con una temática futurista, dirigido por el DJ Hahn y Nathan «Karma» Cox.
En cuanto a las otras canciones, varios medios las mencionaron en diversas reseñas. Se filmó un video en directo para «Points of Authority», que figura en el DVD del grupo Frat Party at the Pankake Festival, publicado en 2001. Para Sharpened, la canción trata sobre «ser usado por otros» y emplea metáforas. PopMatters dijo que «With You» posee un inicio «bello y melódico», pero después, cuando avanza, Bennington grita. «Runaway», por su parte, es una canción más lenta y «By Myself», si bien es triste, resulta «pegadiza». «Cure for the Itch» es un tema instrumental hecho completamente a base de samples, compilados por Joseph Hahn. Sobre la canción, la página web afirmó: «Samples de hip hop, rap y batería destacan en "Cure for the Itch", en el que abunda la melancolía y aparece un piano al estilo de banda sonora. Es una de las piezas instrumentales más hermosas que alguna vez haya escuchado. Es oscura y triste y provoca pensamientos de espacios abiertos, tragedia y elecciones hechas/no hechas. Dura 2:37 y acaba dos minutos antes de lo esperado». «Pushing Me Away», la última pista, pertenece al género del hard rock pero también toma elementos del rap metal. Por otra parte, «A Place For My Head» es más simplista y presenta un estilo similar a «Faint», además de estrofas rapeadas y un estribillo cantado y gritos de Bennington. También hace uso de un efecto de distorsión que recuerda a una guitarra española. Sputnik Music afirmó que «Forgotten» recordaba mucho a Limp Bizkit. Por otro lado, «My December», una balada que figura en la edición especial del álbum y en el lanzamiento como sencillo de «One Step Closer», al igual que «High Voltage», «ni siquiera posee una guitarra distorsionada, pero en su lugar se puede escuchar una línea de piano introspectiva». El otro tema es más rápido, pero para Allmusic «suena más reprimido que nada en Hybrid Theory».

## Diseño artístico
Mike Shinoda, que había conseguido un título en ilustración y había trabajado como diseñador gráfico antes de convertirse en músico profesional, estuvo a cargo del aspecto artístico del álbum. En una entrevista, Shinoda comentó que para el diseño contó con la ayuda de Frank Maddocks, con quien ideó un logotipo y pensó ideas para la imagen de la portada. La ilustración que finalmente creó para la portada es la de un soldado alado que sostiene una bandera. Según el propio Shinoda, la idea de un militar con alas de libélula servía para describir la mezcla de elementos musicales fuertes y suaves, dada la apariencia dura del personaje en comparación con los trazos delicados de sus alas. El reverso del disco contiene, además de la lista de canciones, una imagen de la banda entera a excepción del bajista, Dave Farrell. Todas la fotografías fueron tomadas por James Minchin. Por otro lado, algunos sencillos del álbum tienen en sus portadas una versión distinta del soldado. La portada de Reanimation, el álbum de remezcla de Hybrid Theory, muestra una versión robótica del mismo.

## Publicación

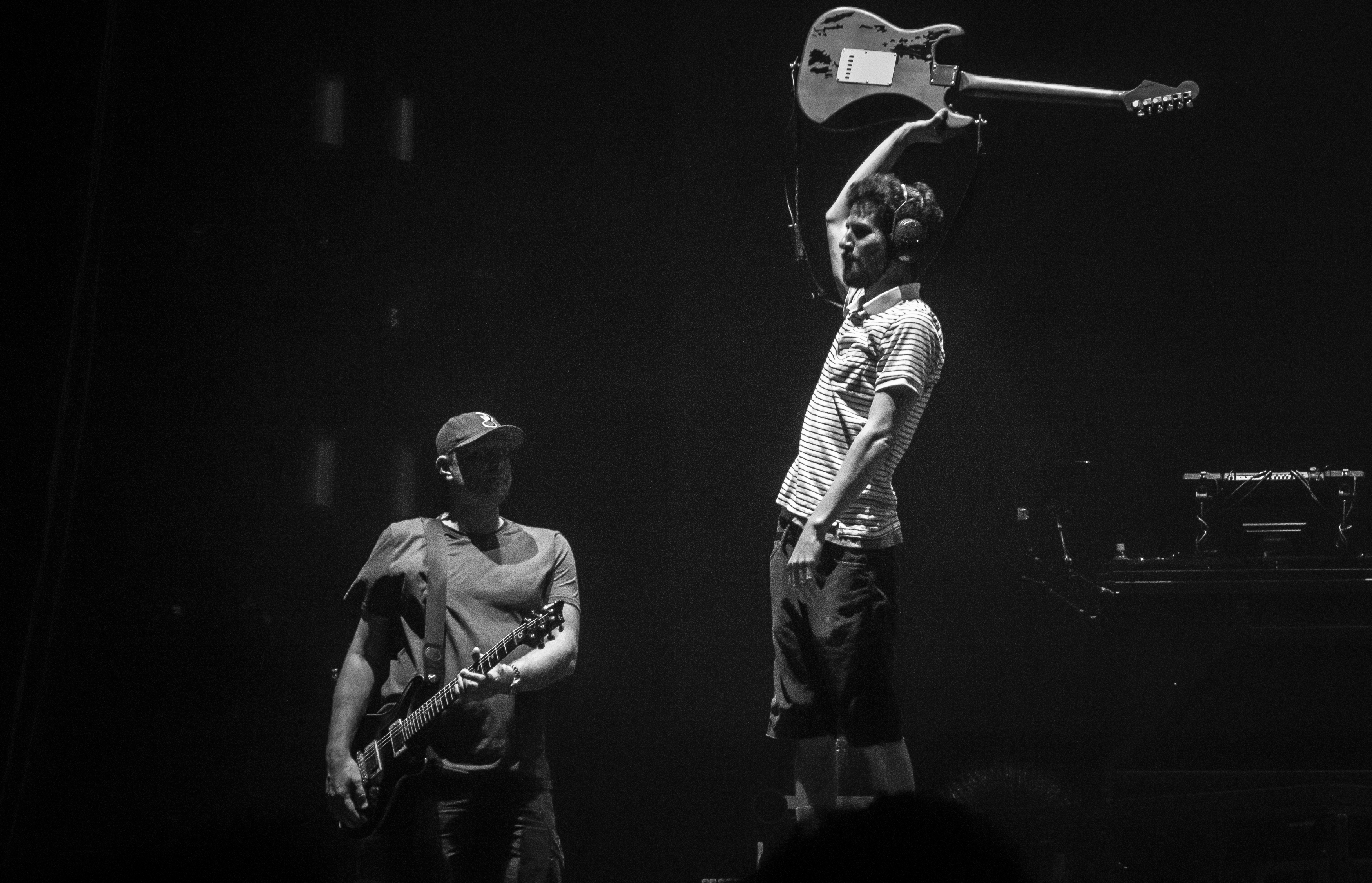
El guitarrista del grupo, Brad Delson, habló sobre el éxito de los sencillos de Hybrid Theory en una entrevista.

Hybrid Theory se publicó el 24 de octubre de 2000 en los Estados Unidos, poco después del estreno radial de «One Step Closer». El álbum vendió 50 000 copias en su primera semana, por lo que para comienzos de noviembre se ubicó en la decimosexta posición de la lista Billboard 200. Cinco semanas después de su lanzamiento, el 1 de diciembre, recibió un disco de oro de la RIAA. Al finalizar el año 2001, Hybrid Theory había vendido más de 4 810 000 copias en los Estados Unidos, hecho por el cual se convirtió en el álbum más vendido del año. A comienzos de 2002 se siguió vendiendo a razón de 100 000 copias por semana. Durante los años siguientes se continuó comercializando a un ritmo rápido: en 2002 fue el decimoséptimo álbum más vendido, según Billboard, y en 2005 recibió una certificación de diamante de la RIAA por la venta de diez millones de copias. Para el año 2019, había llegado a la cifra de las 30 millones de copias vendidas en el mundo entero, lo que lo convierte en el álbum de rock del siglo XXI con mayor cantidad de ventas y el segundo álbum debut más vendido en la historia después de Appetite for Destruction (1987) de Guns N' Roses.
Durante el año 2001, Warner Bros. Records lanzó cuatro sencillos del álbum, de los cuales tres fueron éxitos que alcanzaron las primeras posiciones de la lista Modern Rock Tracks de Billboard. Sobre el éxito de las canciones en la radio, el guitarrista Brad Delson mencionó que «el hecho de que haya canciones que les vaya bien en la radio no se da porque uno trata de que sea así. ¡No creo que se pueda tratar! [...] Hay que concentrarse en cada canción y asegurarse de que sea genial». «In the End», que alcanzó la primera posición en dicha lista, fue el sencillo más exitoso del álbum y apareció en otras más alrededor del mundo. El éxito de este sencillo ayudó a que Hybrid Theory escalara en las listas de ventas; después de setenta semanas consecutivas en la lista Billboard 200, el álbum alcanzó en marzo de 2002 la segunda posición, solo por detrás de J to tha L-O!: The Remixes de Jennifer Lopez. Además, Hybrid Theory fue el decimoprimer álbum con mejor rendimiento en esa lista durante la década, hoy en día cuenta con alrededor de 30 millones de copias vendidas en todo el mundo. El álbum también obtuvo un notable éxito en otros países: consiguió posiciones altas en más de una docena de mercados nacionales y logró estar entre los primeros diez puestos de las listas de países como Reino Unido, Suecia, Nueva Zelanda, Austria, Finlandia y Suiza, entre otros.
En la 44.º entrega de los Premios Grammy de 2002, Linkin Park ganó un premio en la categoría de mejor interpretación de hard rock por su canción «Crawling». Además, la banda recibió una nominación en la categoría de mejor artista nuevo y Hybrid Theory en la de mejor álbum de rock, pero quienes resultaron ganadores fueron Alicia Keys y All That You Can't Leave Behind de U2, respectivamente. Después del éxito de Hybrid Theory, Linkin Park recibió invitaciones y actuó en diversos conciertos y giras de rock en 2001, entre los que se incluyen Ozzfest, Family Values Tour, Almost Acoustic Christmas de KROQ y Projekt Revolution, una gira creada y encabezada por el propio Linkin Park y que contó con la presencia de bandas como Cypress Hill y Adema.

### Ediciones especiales
En 2002 se estrenó una edición especial de dos discos de Hybrid Theory en Asia. El primer disco incluyó el álbum original, mientras que el segundo contó con versiones en directo de «Papercut», «Points of Authority» y «A Place for My Head», grabadas en Docklands Arena para BBC Radio 1. Además, en el segundo disco aparecieron dos canciones de estudio: «My December», escrita después del lanzamiento de Hybrid Theory para el disco The Real Slim Santa de KROQ, y «High Voltage», un tema originario del EP homónimo al álbum.

### Reedición por el 20.º aniversario
Con motivo del vigésimo aniversario del lanzamiento del álbum, la banda le pidió a los seguidores en redes sociales que subieran fotografías y videos de la era de Hybrid Theory, que se recibieron hasta el 16 de marzo de 2020. El 7 de agosto, el sitio oficial del grupo pasó por un rediseño temporal por el cual se asemejaba a la temática de una computadora de principios de los años 2000, donde cada fan podía ingresar a ella y usarla. Entre los correos electrónicos, fotos y programas dentro del falso sistema operativo había pistas y acertijos escondidos que apuntaban a la publicación de una reedición de Hybrid Theory. El 13 de agosto se dio el anuncio oficial del nuevo relanzamiento y la banda publicó una canción inédita, «She Couldn't».
La reedición se publicó el 9 de octubre de 2020 y consiste en una recopilación que incluye el álbum original, el álbum de remezclas Reanimation, el EP Hybrid Theory y otros temas en vivo, maquetas y remezclas de los comienzos del grupo. La mayoría de las canciones ya se habían publicado anteriormente como sencillos o en álbumes a través del club de fanes Linkin Park Underground (LPU), mientras que otras tuvieron su primer lanzamiento en esta recopilación. Además de la música, la edición súper de lujo incluyó contenido adicional como tres DVD, material gráfico y un libro de ochenta páginas con fotografías nunca antes vistas. En la semana de su relanzamiento, Hybrid Theory reingresó a la lista Billboard 200 en la decimosegunda posición y a la lista Top Album Sales, que registra los álbumes con más ventas tradicionales, en el segundo lugar.

## Recepción
Tras su publicación, Hybrid Theory recibió en general reseñas positivas de la prensa musical. Stephanie Dickinson, de PopMatters, comentó que la banda era «un grupo mucho más complejo y con mucho más talento que las boy bands de hard rock de ahora» y que «continuarán fascinando y rompiendo los esquemas de los estándares en la música». Por otra parte, la revista Q le dio una puntuación de cuatro estrellas sobre cinco, mientras que Robert Christgau de The Village Voice escribió que «los hombres no saben lo que los chicos enojados entienden», calificó al álbum con una «mención honorable de dos estrellas» y citó a «Papercut» y «Points of Authority» como los temas más destacados. Matt Diehl de Rolling Stone dio al álbum dos estrellas y media, comentó que era una «fusión rara que funciona a veces» y destacó a «Crawling» como una canción que demuestra que «el synth pop puede llevarse bien con el hip hop». El sitio web Sharpened, por su parte, afirmó: «Este álbum está lleno de letras con mucho sentido, apoyadas por melodías creativas y fascinantes. El estilo propio y único de Linkin Park contribuye al disfrute general de las canciones. La compilación es verdaderamente sobresaliente y hace del álbum un clásico inmediato».
En una reseña de Sputnik Music, Tyler Fisher consideró que Hybrid Theory «es un álbum definitivo de la cultura masiva de principios de siglo y por una buena razón», además de puntuar al álbum con un tres sobre un total de cinco y afirmar que los riffs son a veces «insulsos y faltos de originalidad». Otra reseña del mismo portal sostuvo que «aunque no sea su mejor álbum, es un buen comienzo y un debut bastante notable, lleno de éxitos inmediatos y canciones con veneno real detrás» y calificó el disco con una calificación de tres y medio. En una encuesta realizada por la revista Rolling Stone acerca de cuáles son las mejores diez canciones de la banda, la mayoría de las elegidas —entre ellas, «In the End», «Crawling» y «Papercut»— pertenecen al álbum. La crítica de IGN mencionó que el disco es «esencial para alguien a quien le haya medianamente gustado Limp Bizkit» y lo calificó con un 9,0. Por su parte, Ryan Vance de AllVoices lo llamó una «obra maestra de la arquitectura musical» debido a su variedad de géneros. Stylus Magazine, por su parte, comentó que «a excepción de los cinco sencillos de Hybrid Theory [...] el disco es demasiado fácil de olvidar». Mike Ross, un crítico de Jam!, afirmó que el grupo es «una de las mejores bandas nuevas de rap metal que jamás escuché» y que «hay mucha acción en el álbum debut de Linkin Park y no debería pasar mucho tiempo para darse cuenta de que no son el clon de Korn». Diego Manrique de El País sostuvo que en Hybrid Theory «se evidencia [la] habilidosa integración de electrónica y hip hop en un contexto de rock pesado». En una nota de Rolling Stone Argentina se afirmó que «aunque su sonido agresivo los empariente con artistas como Korn y Limp Bizkit, [...] Linkin Park, en cambio, son muchachos sensibles que cantan acerca de la vida secreta de los chicos: luchas de la vida real de gente joven común y corriente, llegando a lo más íntimo de la audiencia con su compasión fraternal». De la misma manera, en un artículo de Suplemento Sí! del diario Clarín se sostuvo que «las cicatrices parecen no haber sido cerradas en Linkin Park» porque «a pesar del suceso, y como para estar todavía más cerca del público, escriben sobre la vida, quehaceres cotidianos que nos afectan a todos». Y añadía a modo de resumen:

"Los jóvenes de nuestro país son sensibles y la gente no los considera", dicen. Y así se transforman en voceros de la nueva Generación Y sector masculino. En "One step closer" están al borde del precipicio, listos para saltar; en "Crawling" sienten miedo de caer; en "In the end" cantan que "al final, ni siquiera importa, tuve que caer y perderlo todo". Pum, caen. Un dolor muy pesado cuyo envase son los estribillos más pegadizos del rock 2001. Eso es Linkin Park.

El crítico de Allmusic William Ruhlmann expresó que «Linkin Park suena como un recién llegado a un estilo musical que ya ha sido interpretado excesivamente» y consideró a «One Step Closer» como «un esfuerzo típico», en referencia a la letra de su estribillo. Noel Gardner de NME dio al álbum una puntuación de seis sobre diez aunque criticó el hecho de que «canciones que de otra manera serían muy buenas e inspiradoras como "With You" y "A Place for My Head" son adornadas de más por un scratching sin sentido con el fin de incluirlo a toda costa».

### Reconocimientos
Hybrid Theory figura en numerosas listas compiladas por varias publicaciones musicales, sitios web y otros medios. En 2012, Rock Sound eligió al disco como el mejor álbum clásico moderno de los últimos quince años. En 2003, Loudwire lo ubicó en el décimo puesto de su lista de los mejores álbumes debuts de hard rock. Algunas de las más relevantes se enumeran a continuación en la siguiente tabla:
| Publicación               | País           | Premio                                                       | Año  | Posición |
| ------------------------- | -------------- | ------------------------------------------------------------ | ---- | -------- |
| The Village Voice         | Estados Unidos | Pazz & Jop                                                   | 2001 | 159      |
| Classic Rock              | Reino Unido    | Los 100 mejores álbumes de rock de todos los tiempos         | 2001 | 72       |
| Salón de la Fama del Rock | Estados Unidos | Los 200 definitivos                                          | 2007 | 84       |
| Robert Dimery             | Estados Unidos | 1001 discos que hay que escuchar antes de morir              | 2006 | *        |
| Record Collector          | Estados Unidos | Lo mejor de 2001                                             | 2001 | *        |
| Rock Sound                | Francia        | Los 150 álbumes de la generación                             | 2006 | 58       |
| Rock Sound                | Estados Unidos | 101 álbumes clásicos modernos de los últimos quince años     | 2012 | 1        |
| Rock Hard                 | Alemania       | Los 500 mejores álbumes de rock y metal de todos los tiempos | 2005 | 421      |

Nota
- El asterisco indica que la lista no tiene numeración.

## Lista de canciones
Todas las canciones escritas por Linkin Park.
| N.º   | Título                                 | Duración |  |
| 1.    | «Papercut»                             | 3:05     |  |
| 2.    | «One Step Closer» (Scott Koziol)       | 2:35     |  |
| 3.    | «With You» (Dust Brothers)             | 3:23     |  |
| 4.    | «Points of Authority»                  | 3:20     |  |
| 5.    | «Crawling» (Mark Wakefield)            | 3:29     |  |
| 6.    | «Runaway» (Mark Wakefield)             | 3:04     |  |
| 7.    | «By Myself»                            | 3:10     |  |
| 8.    | «In the End»                           | 3:36     |  |
| 9.    | «A Place for My Head» (Mark Wakefield) | 3:04     |  |
| 10.   | «Forgotten» (Mark Wakefield)           | 3:14     |  |
| 11.   | «Cure for the Itch»                    | 2:37     |  |
| 12.   | «Pushing Me Away»                      | 3:11     |  |
| 37:48 |                                        |          |  |

| Pistas adicionales de iTunes |                                                       |          |  |
| N.º                          | Título                                                | Duración |  |
| 13.                          | «High Voltage» (Mike Shinoda, Joe Hahn y Brad Delson) | 3:38     |  |
| 14.                          | «My December»                                         | 4:19     |  |
| 15.                          | «Points of Authority» (Remezcla Crystal Method)       | 4:56     |  |
| 16.                          | «Papercut» (Live at Milton Keynes)                    | 3:50     |  |
| 54:31                        |                                                       |          |  |

| Bonus Track (Pistas adicionales de la edición de 2002) | |          |  |
| N.º                                                    | Título | Duración |  |
| 1.                                                     | «Papercut» (En vivo desde el Docklands Arena, Londres)                                                       | 3:13     |  |
| 2.                                                     | «Points of Authority» (En vivo desde el Docklands Arena, Londres)                                            | 3:30     |  |
| 3.                                                     | «A Place for My Head» (Linkin Park, Mark Wakefield, Dave Farrell. En vivo desde el Docklands Arena, Londres) | 3:11     |  |
| 4.                                                     | «My December» (Mike Shinoda)                                                                                 | 4:20     |  |
| 5.                                                     | «High Voltage» (Mike Shinoda, Joseph Hahn y Brad Delson)                                                     | 3:45     |  |
| 17:59 (Disco) 55:47 (Total)                            | |          |  |

| CD2 - Reanimation |                     |          |  |
| N.º               | Título              | Duración |  |
| 1.                | «Opening»           | 1:07     |  |
| 2.                | «Pts.Of.Athrty»     | 3:45     |  |
| 3.                | «Enth E Nd»         | 4:00     |  |
| 4.                | «[Chali]»           | 0:23     |  |
| 5.                | «Frgt/10»           | 3:32     |  |
| 6.                | «P5hng Me A*wy»     | 4:38     |  |
| 7.                | «Plc.4 Mie Hæd»     | 4:20     |  |
| 8.                | «X-Ecutioner Style» | 1:49     |  |
| 9.                | «H! Vltg3»          | 3:30     |  |
| 10.               | «[Riff Raff]»       | 0:21     |  |
| 11.               | «Wth>You»           | 4:12     |  |
| 12.               | «Ntr\Mssion»        | 0:29     |  |
| 13.               | «Ppr:Kut»           | 3:26     |  |
| 14.               | «Rnw@y»             | 3:13     |  |
| 15.               | «My <Dsmbr»         | 4:17     |  |
| 16.               | «[Stef]»            | 0:10     |  |
| 17.               | «By_Myslf»          | 3:42     |  |
| 18.               | «Kyur4 Th Ich»      | 2:32     |  |
| 19.               | «1stp Klosr»        | 5:46     |  |
| 20.               | «Krwlng»            | 5:40     |  |

| CD3 - Hybrid Theory EP |                     |          |  |
| N.º                    | Título              | Duración |  |
| 1.                     | «Carousel»          | 3:02     |  |
| 2.                     | «Technique (short)» | 0:39     |  |
| 3.                     | «Step Up»           | 3:54     |  |
| 4.                     | «And One»           | 4:29     |  |
| 5.                     | «High Voltage»      | 3:29     |  |
| 6.                     | «Part Of Me»        | 12:44    |  |

| CD4 - B-Side Rarities | |          |  |
| N.º                   | Título | Duración |  |
| 1.                    | «One Step Closer (Rock Mix)»                                                                                 | 2:37     |  |
| 2.                    | «It's Goin' Down» (Original por el grupo The X-Ecutioners)                                                   | 4:09     |  |
| 3.                    | «Papercut» (Live from the BBC)                                                                               | 3:07     |  |
| 4.                    | «In the End» (En vivo desde BBC Radio 1)                                                                     | 3:25     |  |
| 5.                    | «Points of Authority» (En vivo desde BBC Radio 1)                                                            | 3:24     |  |
| 6.                    | «High Voltage» (Mike Shinoda, Joseph Hahn y Brad Delson)                                                     | 3:45     |  |
| 7.                    | «Step Up» (1999 Demo)                                                                                        | 3:54     |  |
| 8.                    | «My December» (Mike Shinoda)                                                                                 | 4:20     |  |
| 9.                    | «A Place For My Head» (Linkin Park, Mark Wakefield, Dave Farrell. En vivo desde el Docklands Arena, Londres) | 3:11     |  |
| 10.                   | «Points of Authority» (En vivo desde el Docklands Arena, Londres)                                            | 3:30     |  |
| 11.                   | «Papercut» (En vivo desde el Docklands Arena, Londres)                                                       | 3:13     |  |
| 12.                   | «Buy Myself» (Remix de By Myself por Marilyn Manson)                                                         | 4:27     |  |

| CD5 - LPU Rarities |                                                            |          |  |
| N.º                | Título                                                     | Duración |  |
| 1.                 | «In the End» (Demo)                                        | 3:48     |  |
| 2.                 | «Dedicated» (1999 Demo)                                    | 3:11     |  |
| 3.                 | «With You» (En vivo desde el Docklands Arena, Londres)     | 3:22     |  |
| 4.                 | «High Voltage» (En vivo desde el Docklands Arena, Londres) | 4:02     |  |
| 5.                 | «Points of Authority» (Demo)                               | 3:00     |  |
| 6.                 | «Stick And Move» (Demo de "Runaway" 1998)                  | 0:55     |  |
| 7.                 | «Esaul» (Demo de "A Place For My Head")                    | 3:06     |  |
| 8.                 | «Oh No» (Demo de "Points of Authority")                    | 2:04     |  |
| 9.                 | «Slip» (Demo inédito de Hybrid Theory 1998)                | 3:28     |  |
| 10.                | «Grrr» (1999 Demo)                                         | 0:26     |  |
| 11.                | «So Far Away» (Inédito de 1998)                            | 2:50     |  |
| 12.                | «Coal» (Demo inédito de 1997)                              | 3:37     |  |
| 13.                | «Forgotten» (Demo)                                         | 3:44     |  |
| 14.                | «Sad» (Demo de "By Myself" 1999)                           | 1:08     |  |
| 15.                | «Hurry» (1999 Demo)                                        | 2:34     |  |
| 16.                | «Blue» (Demo inédito de Hybrid Theory 1998)                | 3:27     |  |
| 17.                | «Chair» (Demo de "Part Of Me" 1998)                        | 1:56     |  |
| 18.                | «Pts.Of.Athrty» (Remezcla Crystal Method)                  | 4:58     |  |

| CD6 - Forgotten Demos |                                                                   |          |  |
| N.º                   | Título                                                            | Duración |  |
| 1.                    | «Dialate» (Demo de Xero (Mark Wakefield))                         | 3:24     |  |
| 2.                    | «Pictureboard»                                                    | 4:01     |  |
| 3.                    | «She Couldn't»                                                    | 5:05     |  |
| 4.                    | «Could Have Been»                                                 | 4:37     |  |
| 5.                    | «Reading My Eyes» (Demo de Xero (Mark Wakefield))                 | 2:59     |  |
| 6.                    | «Rhinestone» (Demo de "Forgotten" por Xero (Mark Wakefield))      | 3:40     |  |
| 7.                    | «Esaul» (Demo de "A Place For My Head" por Xero (Mark Wakefield)) | 3:07     |  |
| 8.                    | «Stick N Move» (Demo de Xero (Mark Wakefield))                    | 3:17     |  |
| 9.                    | «Carousel» (Demo)                                                 | 2:58     |  |
| 10.                   | «Points of Authority» (Demo)                                      | 3:20     |  |
| 11.                   | «Crawling» (Demo)                                                 | 3:49     |  |
| 12.                   | «SuperXero» (Demo de "By Myself")                                 | 3:18     |  |

## Créditos
| Linkin Park - Chester Bennington – voz principal - Mike Shinoda – voz, samplers, guitarra rítmica (temas 5, y 12), teclado, piano (temas 14), rapping (temas 1, 3, 4, 7-10) - Brad Delson – guitarra líder; bajo eléctrico (temas 3, 5-8, 12) - Dave Farrell – bajo eléctrico (acreditado pero no fue parte de la grabación) - Joe Hahn – turntablism, samples, programación - Rob Bourdon – batería Músicos adicionales - Ian Hornbeck – bajo adicional (temas 1, 9 y 10) - Scott Koziol – bajo adicional (en «One Step Closer») - Dust Brothers – secuenciador (tema 3) | Personal de producción - Don Gilmore – producción, ingeniero de sonido - Steve Sisco – ingeniero - John Ewing – ingeniero adicional, edición digital - Matt Griffin – ingeniero asistente - Andy Wallace – mezcla - Brian Gardner – masterización, edición digital - Jeff Blue – productor ejecutivo Personal adicional - Frank Maddocks – diseño gráfico - James Minchin – fotografía |

Fuente: Discogs y Allmusic.

## Posiciones en las listas

### Álbum
| Listas (2001-2002)              | Mejor posición |
| ------------------------------- | -------------- |
| Alemania (Media Control Charts) | 2              |
| Australia (ARIA)                | 2              |
| Austria (Ö3 Austria Top 40)     | 2              |
| Bélgica Ultratop (Flandes)      | 3              |
| Bélgica Ultratop (Valonia)      | 13             |
| Canadá (Canadian Albums Chart)  | 5              |
| Dinamarca (Tracklisten)         | 4              |
| Países Bajos (MegaCharts)       | 13             |
| Francia (SNEP)                  | 17             |
| Finlandia (Mitä hittiä)         | 4              |
| Italia (FIMI)                   | 2              |
| Nueva Zelanda (RMNZ)            | 1              |
| Noruega (VG-lista)              | 5              |
| Suecia (Sverigetopplistan)      | 4              |
| Suiza (Schweizer Hitparade)     | 5              |
| Reino Unido (UK Albums Chart)   | 4              |
| Estados Unidos (Billboard 200)  | 2              |

### Sencillos
| Año  | Canción           | Posiciones máximas en las listas | Posiciones máximas en las listas | Posiciones máximas en las listas | Posiciones máximas en las listas | Posiciones máximas en las listas | Posiciones máximas en las listas | Posiciones máximas en las listas | Posiciones máximas en las listas | Posiciones máximas en las listas |
| Año  | Canción           | US Hot 100                       | US Mod Rock                      | US Main Rock                     | UK                               | SUE                              | NZL                              | AUT                              | FRA                              | NDL                              |
| ---- | ----------------- | -------------------------------- | -------------------------------- | -------------------------------- | -------------------------------- | -------------------------------- | -------------------------------- | -------------------------------- | -------------------------------- | -------------------------------- |
| 2001 | «One Step Closer» | 75                               | 5                                | 4                                | 24                               | 46                               | —                                | 38                               | —                                | 57                               |
| 2001 | «Crawling»        | 79                               | 1                                | 3                                | 16                               | 27                               | 37                               | 8                                | —                                | 45                               |
| 2001 | «Papercut»        | —                                | 32                               | —                                | 14                               | —                                | —                                | 43                               | —                                | 39                               |
| 2001 | «In The End»      | 2                                | 1                                | 3                                | 8                                | 3                                | 10                               | 6                                | 40                               | 5                                |

Notas:
- «—» indica que esa canción no tuvo posición en esa lista.

## Certificaciones
| País           | Organismo | Certificación          |
| -------------- | --------- | ---------------------- |
| Alemania       | BVMI      | 3× Platino             |
| Argentina      | CAPIF     | Platino                |
| Australia      | ARIA      | 5× Platino             |
| Austria        | IFPI      | Platino                |
| Bélgica        | IFPI      | 2× Platino             |
| Brasil         | ABPD      | Platino                |
| Canadá         | MC        | 5× Platino             |
| Dinamarca      | IFPI      | 4× Platino             |
| Estados Unidos | RIAA      | Diamante (12× Platino) |
| Unión Europea  | IFPI      | 4× Platino             |
| Finlandia      | IFPI      | Platino                |
| Francia        | SNEP      | Platino                |
| Hungría        | MAHASZ    | Platino                |
| Indonesia      | ASIRI     | Platino                |
| Italia         | FIMI      | 2× Platino             |
| Japón          | RIAJ      | Platino                |
| Malasia        | RIM       | Platino                |
| México         | AMPF      | Platino                |
| Nueva Zelanda  | RMNZ      | 5× Platino             |
| Países Bajos   | NVPI      | Platino                |
| Polonia        | ZPAV      | Platino                |
| Singapur       | RIAS      | Platino                |
| Suecia         | IFPI      | Platino                |
| Suiza          | IFPI      | Platino                |
| Reino Unido    | BPI       | 6× Platino             |